# オリバー・ハザード・ペリー
オリバー・ハザード・ペリー（Oliver Hazard Perry, 1785年8月23日 - 1819年8月23日）はアメリカ海軍の軍人。米英戦争に従軍し、エリー湖の戦いにおいてアメリカ海軍に決定的な勝利をもたらし「エリー湖の英雄」と呼ばれた。マシュー・ペリーの兄。

## 経歴
ペリーは海軍軍人であるクリストファー・レイモンド・ペリー（1760年12月4日 - 1818年6月8日）とサラ・ウォーレス・アレグサンダー（1764年 - 1830年12月4日）の息子であり、末弟は日本の開国をもたらしたマシュー・カルブレース・ペリーである。
ペリーはロードアイランド州ニューポートで育ち、1799年4月7日に海軍兵学校に入学、卒業後は父親のフリゲート、ジェネラル・グリーンに配属となる。彼の初めての戦闘経験は1800年2月9日のハイチであった。
米英戦争中の1813年9月に発生したエリー湖の湖上戦では、敵艦を沈めることなく全部拿捕して勝利をおさめ、有名になった。
1819年のベネズエラ遠征で、土着の昆虫による疾病により死去した。

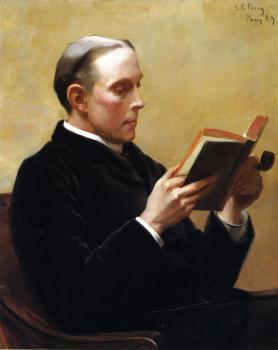
孫のトーマス・サージェント・ペリー

孫に画家ジョン・ラファージの妻マーガレット、その弟に文芸評論家で教師のトーマス・サージェント・ペリーがいる。トーマスは1898年に慶應義塾大学の英文学教師として来日し、妻で画家のリラ・キャボット・ペリーと3人の娘とともに3年間日本に滞在した。娘のうち三女のアリスは駐日米国大使のジョセフ・グルーの妻として1932年に再来日した。

## 栄誉
アメリカ海軍は、次の艦艇に、彼の名に由来する命名をした。
- ペリー (ブリッグ) - 1843年建造のブリッグ
- ペリー (DD-11) - ベインブリッジ級駆逐艦11番艦
- ペリー (DD-340) - クレムソン級駆逐艦149番艦
- ペリー (DD-844) - ギアリング級駆逐艦65番艦
- オリバー・ハザード・ペリー (フリゲート) - オリバー・ハザード・ペリー級ミサイルフリゲート1番艦

次に掲げる郡は、彼の名にちなんで命名された。
- ペンシルベニア州ペリー郡 - 1820年成立

エリー湖中のサウス・バス島（オハイオ州）にはペリーの勝利と国際平和記念建造物があり、アメリカ合衆国国定記念建造物に指定されている。2013年はこの建造物をデザインした25セント硬貨がアメリカ・ザ・ビューティフル25セント硬貨のひとつとして発行された。